# Peter Liu Guandong
Peter Liu Guandong (* 19. Juni 1919 in Qingyuan, Provinz Hebei; † 28. Oktober 2013) war ein römisch-katholischer Bischof und Apostolischer Präfekt von Yixian in der chinesischen Provinz Hebei.

## Leben
Peter Liu Guandong trat 1935 in das Priesterseminar ein und empfing am 29. Juni 1945 die Priesterweihe. Aufgrund seines Engagements gegen die regimenahe „Chinesische Katholisch-Patriotische Vereinigung“ wurde er inhaftiert und verbrachte erstmals 1955 sowie von 1958 bis 1981 in chinesischen Gefängnissen und Arbeitslagern.
Nach seiner 23-jährigen Internierung und Freilassung engagierte er sich trotz Verbot für den Aufbau der katholischen Kirche in China. Am 25. Juli 1982 wurde er heimlich zum Koadjutor-Bischof der Apostolischen Präfektur von Yixian durch Francesco Saverio Zhou Shanfu geweiht.
1986 wurde Peter Liu Guandong zum Bischof der römisch-katholische Apostolische Präfektur mit Sitz im Kreis Yi. 1995 wurde Cosmas Shi Enxiang sein Nachfolger.
1989 wurde er nach einer Versammlung von katholischen chinesischen Bischöfen mit einem Treuversprechungen an den römischen Papst verhaftet und verbrachte von 1989 bis 1992 in einem Umerziehungslager. Nach einem Schlaganfall 1993 und Lähmungen, die seine Sprache und Bewegung einschränkten, wurde er weiter unter Hausarrest gestellt. 1997 gelang ihm die Flucht in den Untergrund. Er starb im Amt mit 94 Jahren an verschiedenen gesundheitlichen Problemen.